# خوزه آنتونیو اویلات
خوزه آنتونیو اویلات (انگلیسی: José Antonio Eulate؛ زادهٔ ۱۰ مهٔ ۱۹۵۵) بازیکن فوتبال اهل اسپانیا است.
از باشگاه‌هایی که در آن بازی کرده‌است می‌توان به باشگاه فوتبال رکریتیوو اوئلوا، باشگاه فوتبال رئال بتیس، باشگاه فوتبال لوانته، باشگاه فوتبال آلباسته بالومپیه، و باشگاه فوتبال پومفرادینا اشاره کرد.